# 1229 Tilia
1229 Tilia је астероид. Приближан пречник астероида је 27,65 ,
а средња удаљеност астероида од Сунца износи 3,232 астрономских јединица (АЈ).
Инклинација (нагиб) орбите у односу на раван еклиптике је 1,021 степени, а орбитални период износи 2123,057 дана (5,812 година). Ексцентрицитет орбите астероида износи 0,157.
Апсолутна магнитуда астероида износи 11,10 а геометријски албедо 0,083.
Астероид је откривен 9. октобра 1931. године.